# Монети української гривні

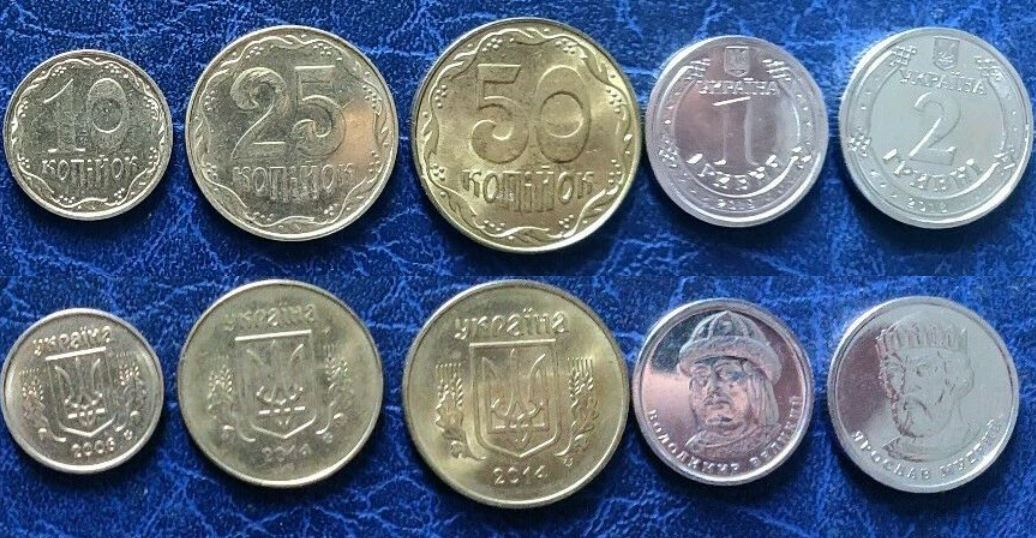
Розмінні та обігові монети України

На сьогодні Національним банком України (НБУ) в обіг випускаються розмінні та обігові монети української гривні номіналом 10 і 50 копійок, та 1, 2, 5 і 10 гривень. 1 гривня ділиться на 100 копійок. До цього, між 1996—2019 роками випускалися ще номінали в 1, 2, 5 і 25 копійок, які наразі вилучені. Перші монети були виготовлені ще 1992 року, проте в обіг надійшли після грошової реформи 1996 року. Також НБУ з 1996 року карбуються пам'ятні та ювілейні монети номіналом 1, 2, 5, 10, 20, 50, 100, 125, 200, 250 і 500 гривень; а з 2011 року — інвестиційні монети номіналом 1, 2, 5, 10 та 20 гривень.

## Історія
Перші монети сучасної України, після здобуття нею незалежності від СРСР (1991), почали випускатися в обіг в середині 1990-х років. Спочатку, перед переходом на повноцінну основну грошову одиницю — гривню, в Україні була запроваджена тимчасова валюта — купоно-карбованець, який знаходився в обігу між 1992—1996 роками. Формально купоно-карбованець ділився на 100 копійок, проте ні монети, ні паперові розмінні грошові знаки в копійках в обіг не випускалися. Між 1995—1996 роками в обіг випускалися лише ювілейні та пам'ятні монети, номіновані в карбованцях. Протягом 2 — 16 вересня 1996 року в Україні була проведена грошова реформа (відповідно до Указу Президента України Леоніда Кучми та статей 99 і 102 Конституції України). Національний банк України (НБУ) вів в обіг гривню та її соту частку — копійку. Разом з банкнотами-гривнями в обігу з'явилися монети в 1, 2, 5, 10, 25 та 50 копійок, дизайн яких був затверджений ще 1992 року, а карбуватися вони почали з кінця 1993-го. З 12 березня 1997 року в обіг увійшла монета номіналом 1 гривня. Крім цього, з 1996 року НБУ випускаються пам'ятні та ювілейні монети в 1,2, 5, 10, 20, 50, 100, 125, 200, 250 та 500 гривень; першою з них стали 2 гривні «Софіївка». А з 2011 року НБУ випустив інвестиційні монети номіналом 1, 2, 5, 10 та 20 гривень.

У результаті падіння рівня економіки України у другому десятилітті XXI століття значимість найдрібніших номіналів монет у грошовому обігу неупинно падала. 2011 року НБУ вперше оголосив, що монети номіналами 1 і 2 копійки більше не є «мірою вартості». Також зазначалось, що випуск однієї такої монети коштує 16 копійок собівартості; випущені монети майже не проходять повне коло обігу і використовуються населенням не за призначенням. Пропозиція вилучення монет не була прийнята Кабінетом Міністрів України. 2015 року питання про вилучення найдрібніших номіналів знову поновили. 16 листопада 2016 року НБУ оприлюднив на своєму сайті проєкт постанови «Про оптимізацію обігу монет дрібних номіналів», у якій запропоновано:
«Припинити карбування монет номіналами 1, 2, 5 копійок (оскільки вони припинили відігравати істотну роль у розрахунках населення за товари та послуги) та монет номіналом 25 копійок (оскільки у разі відсутності монет номіналами 1, 2 та 5 копійок 25 копійок не будуть розмінюватися 10 копійками).».
Остаточну долю знецінених монет запропонували вирішити із залученням громадськості. В результаті НБУ залишив наявні в обігу монети дійсним засобом платежу, натомість 2017 року перестати випускати нові тиражі. Надалі директор Департаменту грошового обігу НБУ Віктор Зайвенко зазначив, що найбільш затребуваними у січні—вересні 2017 року були монети номіналами 25, 50 копійок і 1 гривня.
14 березня 2018 року НБУ оголосив про введення в обіг монет номіналами 1, 2, 5 та 10 гривень, які поступово замінять банкноти відповідних номіналів. Монети номіналами 1 та 2 гривні було введено в обіг 27 квітня 2018 року, монету номіналом 5 гривень 20 грудня 2019 року, монета 10 гривень введена 3 червня 2020 року. Причиною цього рішення стало те, що паперові банкноти слугують лише рік, тоді як монети — до 20 років. Відповідно це дозволило економити щороку до 1 млрд гривень. Щороку Нацбанк вилучав з обігу близько 800 млн штук зношених банкнот. Причому половина з них — номіналом від 1 до 10 гривень.
З 1 жовтня 2019 року монети номіналами 1, 2 та 5 копійок перестали бути засобом платежу під час здійснення розрахунків готівкою. 1 жовтня того року Нацбанк також розпочав вилучення з готівкового обігу монет номіналом 25 копійок, при цьому вони залишалися засобом платежу.
З 1 жовтня 2020 року монети номіналом 25 копійок перестали бути засобом платежу під час здійснення розрахунків готівкою..
Строк обміну монет номіналом 1, 2, 5 та 25 копійок НБУ та уповноваженими банками України продовжено на період дії правового режиму воєнного стану в Україні та протягом 90 днів із дня його припинення чи скасування
2 вересня 2024 року НБУ ініціював зміну назви розмінної монети «копійка» на «шаг» з метою спрямування на відновлення історичної справедливості, дерусифікації та підкреслення національних традицій у грошовому обігу України. За словами голови НБУ «копійка» не має до української етимології жодного відношення й має російське походження. НБУ передбачає, що поступове введення в обіг монет, номінованих у «шагах», не вплине на інфляцію, оскільки не передбачається збільшення обсягів готівкових грошей в економіці. На 2025 рік передбачається в Україні викарбувати 20 млн монет номіналом 50 копійок, Голова НБУ ініціює, щоб вони відновили історичну українську назву «шаги».

## Розмінні монети— копійки
Монети в 1 та 5 копійок карбувалися з нержавіючої сталі, існували як магнітні, так і немагнітні екземпляри. 2 копійки між 1992—1996 роками карбувалися з алюмінію, а між 2003—2013 роками — теж з нержавіючої сталі. З 2013 року, задля економічної рентабельності виготовлення, для карбування монет номіналами 10, 25 та 50 копійок використовується низьковуглецева сталь із гальванопокриттям латунню, замість алюмінієвої бронзи. Гурти монет в 1, 2 — гладкі, а в 5, 10, 25 і 50 копійок — мають насічки, які в залежності від років випуску поділяються на дрібні та крупні. Автором дизайну став Василь Лопата. Художник, дослідивши шрифти, розроблені на початку ХХ століття такими українськими митцями, як Василь Кричевський, Георгій Нарбут та інші, запозичив для обігових монет шрифт Кричевського 1913 року. 

### Монети зразка 1992 року

#### Випуски 1992—1996 років
Розмінні монети, що випускалися між 1992—1996 роками відрізнялися пласкими та більш «товстими» контурами малюнку.
Випускалися на двох монетних дворах: На Римському монетному дворі в Італії (1993 року з датою 1992) і на Луганському верстатобудівному заводі (ЛВЗ), який не був офіційно признаний монетним двором.
| Розмінні та обігові монети 1992—1996 років випуску | Розмінні та обігові монети 1992—1996 років випуску | Розмінні та обігові монети 1992—1996 років випуску | Розмінні та обігові монети 1992—1996 років випуску | Розмінні та обігові монети 1992—1996 років випуску | Розмінні та обігові монети 1992—1996 років випуску | Розмінні та обігові монети 1992—1996 років випуску | Розмінні та обігові монети 1992—1996 років випуску | Розмінні та обігові монети 1992—1996 років випуску | Розмінні та обігові монети 1992—1996 років випуску | Розмінні та обігові монети 1992—1996 років випуску | Розмінні та обігові монети 1992—1996 років випуску | Розмінні та обігові монети 1992—1996 років випуску |
| Зображення                                         | Зображення                                         | Номінал (копійок)                                  | Параметри                                          | Параметри                                          | Параметри                                          | Параметри                                          | Опис                                               | Опис                                               | Опис                                               | Дата                                               | Дата                                               | Дата                                               |
| Реверс                                             | Аверс                                              | Номінал (копійок)                                  | Діаметр (мм)                                       | Товщина (мм)                                       | Маса (г)                                           | Матеріал                                           | Гурт                                               | Аверс                                              | Реверс                                             | Введення                                           | Роки карбування                                    | Вилучення                                          |
| -------------------------------------------------- | -------------------------------------------------- | -------------------------------------------------- | -------------------------------------------------- | -------------------------------------------------- | -------------------------------------------------- | -------------------------------------------------- | -------------------------------------------------- | -------------------------------------------------- | -------------------------------------------------- | -------------------------------------------------- | -------------------------------------------------- | -------------------------------------------------- |
|                                                    |                                                    | 1                                                  | 16                                                 | 1,2                                                | 1,5                                                | Нержавіюча сталь                                   | Гладкий                                            | Герб України, рік карбування, колосся              | Номінал, рослинний орнамент                        | 2 вересня 1996                                     | 1992—1996                                          | 1 жовтня 2019                                      |
|                                                    |                                                    | 2                                                  | 17,3                                               | 1,2                                                | 0,64                                               | Алюміній                                           | Гладкий                                            | Герб України, рік карбування, колосся              | Номінал, рослинний орнамент                        | 2 вересня 1996                                     | 1992—1996                                          | 1 жовтня 2019                                      |
|                                                    |                                                    | 5                                                  | 24                                                 | 1,5                                                | 4,3                                                | Нержавіюча сталь                                   | Рубчастий                                          | Герб України, рік карбування, колосся              | Номінал, рослинний орнамент                        | 2 вересня 1996                                     | 1992—1996                                          | 1 жовтня 2019                                      |
|                                                    |                                                    | 10                                                 | 16,3                                               | 1,25                                               | 1,7                                                | Алюмінієва бронза                                  | Рубчастий                                          | Герб України, рік карбування, колосся              | Номінал, рослинний орнамент                        | 2 вересня 1996                                     | 1992—1996                                          | В обігу                                            |
|                                                    |                                                    | 25                                                 | 20,8                                               | 1,35                                               | 2,9                                                | Алюмінієва бронза                                  | Рубчастий із гладкими областями                    | Герб України, рік карбування, колосся              | Номінал, рослинний орнамент                        | 2 вересня 1996                                     | 1992—1996                                          | 1 жовтня 2020                                      |
|                                                    |                                                    | 50                                                 | 23                                                 | 1,55                                               | 4,2                                                | Алюмінієва бронза                                  | Рубчастий із гладкими областями                    | Герб України, рік карбування, колосся              | Номінал, рослинний орнамент                        | 2 вересня 1996                                     | 1992—1996                                          | В обігу                                            |

#### Випуски 2001—... років
2001 року дизайн розмінних монет зазнав змін, всіх номіналів, від 1 до 50 копійок. Контури малюнку на них стали більш тонкими, цифри номіналу більш округлими, а герб України — звуженим. Також на аверсі, нижче правого пшеничного колоска, з'явився логотип НБУ.
| Розмінні та обігові монети 2001—... років випуску | Розмінні та обігові монети 2001—... років випуску | Розмінні та обігові монети 2001—... років випуску | Розмінні та обігові монети 2001—... років випуску | Розмінні та обігові монети 2001—... років випуску | Розмінні та обігові монети 2001—... років випуску | Розмінні та обігові монети 2001—... років випуску                                                 | Розмінні та обігові монети 2001—... років випуску | Розмінні та обігові монети 2001—... років випуску | Розмінні та обігові монети 2001—... років випуску | Розмінні та обігові монети 2001—... років випуску | Розмінні та обігові монети 2001—... років випуску | Розмінні та обігові монети 2001—... років випуску |
| Зображення                                        | Зображення                                        | Номінал (копійок)                                 | Параметри                                         | Параметри                                         | Параметри                                         | Параметри                                                                                         | Опис                                              | Опис                                              | Опис                                              | Дата                                              | Дата                                              | Дата                                              |
| Реверс                                            | Аверс                                             | Номінал (копійок)                                 | Діаметр (мм)                                      | Товщина (мм)                                      | Маса (г)                                          | Матеріал                                                                                          | Гурт                                              | Аверс                                             | Реверс                                            | Введення                                          | Роки карбування                                   | Вилучення                                         |
| ------------------------------------------------- | ------------------------------------------------- | ------------------------------------------------- | ------------------------------------------------- | ------------------------------------------------- | ------------------------------------------------- | ------------------------------------------------------------------------------------------------- | ------------------------------------------------- | ------------------------------------------------- | ------------------------------------------------- | ------------------------------------------------- | ------------------------------------------------- | ------------------------------------------------- |
|                                                   |                                                   | 1                                                 | 16                                                | 1,2                                               | 1,5                                               | Нержавіюча сталь                                                                                  | Гладкий                                           | Герб України, рік карбування, колосся             | Номінал, рослинний орнамент                       | 2001                                              | 2001—2019                                         | 1 жовтня 2019                                     |
|                                                   |                                                   | 2                                                 | 17,3                                              | 1,2                                               | 1,8                                               | Нержавіюча сталь                                                                                  | Гладкий                                           | Герб України, рік карбування, колосся             | Номінал, рослинний орнамент                       | 2001                                              | 2001—2019                                         | 1 жовтня 2019                                     |
|                                                   |                                                   | 5                                                 | 24                                                | 1,5                                               | 4,3                                               | Нержавіюча сталь                                                                                  | Рубчастий                                         | Герб України, рік карбування, колосся             | Номінал, рослинний орнамент                       | 2001                                              | 2001—2019                                         | 1 жовтня 2019                                     |
|                                                   |                                                   | 10                                                | 16,3                                              | 1,25                                              | 1,7                                               | Алюмінієва бронза (до 2012 року); низьковуглецева сталь з гальванопокриттям латунню (з 2013 року) | Рубчастий                                         | Герб України, рік карбування, колосся             | Номінал, рослинний орнамент                       | 2001                                              | 2001—2022                                         | В обігу                                           |
|                                                   |                                                   | 25                                                | 20,8                                              | 1,35                                              | 2,9                                               | Алюмінієва бронза (до 2012 року); низьковуглецева сталь з гальванопокриттям латунню (з 2013 року) | Рубчастий із гладкими областями                   | Герб України, рік карбування, колосся             | Номінал, рослинний орнамент                       | 2001                                              | 2001—2018                                         | 1 жовтня 2020                                     |
|                                                   |                                                   | 50                                                | 23                                                | 1,55                                              | 4,2                                               | Алюмінієва бронза (до 2012 року); низьковуглецева сталь з гальванопокриттям латунню (з 2013 року) | Рубчастий із гладкими областями                   | Герб України, рік карбування, колосся             | Номінал, рослинний орнамент                       | 2001                                              | 2001—2023                                         | В обігу                                           |

#### Монети «англійського типу» 1992 року
Існують різновиди монет в 10, 25 і 50 копійок 1992 року так званого «англійського типу», вони відрізняються випуклим полем гербу України. Їх карбували англійськими штемпелями на Луганському верстатобудівному заводі (ЛВЗ). Коли розроблялися ескізи монет, художники затемнили не лише загальне тло монети, а й сам тризуб. Помилку вчасно помітили та передали до НБУ виправлений ескіз. Інструмент для карбування монет виготовляли в Англії, але НБУ замість виправлених креслень відправив до Англії перший варіант із помилкою. Лише 5 жовтня 1992 року працівники ЛВЗ виявили, що пуансони виготовлені неправильно лише після того, як отримали готовий інструмент. Часу на переробку не було, потрібно було налаштовувати верстати для карбування монет. Тому ухвалили рішення карбувати монети англійськими штемпелями. Це були перші монети (ЛВЗ) з гуртовим рифленням. Викарбували достатню кількість монет, але в обіг їх не повинні були випустити. Браковані монети помістили до карантину, а пізніше мали утилізувати. Проте надалі нумізмати знаходили в обігу монети цього типу. На сьогодні не відомий тираж цих монет, і скільки їх потрапило в обіг. На початку 2000-х років ці монети не були особливою рідкістю, майже кожна людина в північних і центральних областях бачила цю монету, за оцінками деяких експертів їх викарбували близько мільйона екземплярів. Оскільки їх дуже мало збереглося до нашого часу, багато монет було втрачено, чи знищено НБУ або ЛВЗ. Монети вважаються дуже рідкісними та дорогими навіть в пошкодженому стані.
| Розмінні та обігові монети «англійського карбування» 1992 року випуску | Розмінні та обігові монети «англійського карбування» 1992 року випуску | Розмінні та обігові монети «англійського карбування» 1992 року випуску | Розмінні та обігові монети «англійського карбування» 1992 року випуску | Розмінні та обігові монети «англійського карбування» 1992 року випуску | Розмінні та обігові монети «англійського карбування» 1992 року випуску | Розмінні та обігові монети «англійського карбування» 1992 року випуску | Розмінні та обігові монети «англійського карбування» 1992 року випуску | Розмінні та обігові монети «англійського карбування» 1992 року випуску | Розмінні та обігові монети «англійського карбування» 1992 року випуску | Розмінні та обігові монети «англійського карбування» 1992 року випуску | Розмінні та обігові монети «англійського карбування» 1992 року випуску | Розмінні та обігові монети «англійського карбування» 1992 року випуску |
| Зображення                                                             | Зображення                                                             | Номінал (копійок)                                                      | Параметри                                                              | Параметри                                                              | Параметри                                                              | Параметри                                                              | Опис                                                                   | Опис                                                                   | Опис                                                                   | Дата                                                                   | Дата                                                                   | Дата                                                                   |
| Реверс                                                                 | Аверс                                                                  | Номінал (копійок)                                                      | Діаметр (мм)                                                           | Товщина (мм)                                                           | Маса (г)                                                               | Матеріал                                                               | Гурт                                                                   | Аверс                                                                  | Реверс                                                                 | Введення                                                               | Роки карбування                                                        | Вилучення                                                              |
| ---------------------------------------------------------------------- | ---------------------------------------------------------------------- | ---------------------------------------------------------------------- | ---------------------------------------------------------------------- | ---------------------------------------------------------------------- | ---------------------------------------------------------------------- | ---------------------------------------------------------------------- | ---------------------------------------------------------------------- | ---------------------------------------------------------------------- | ---------------------------------------------------------------------- | ---------------------------------------------------------------------- | ---------------------------------------------------------------------- | ---------------------------------------------------------------------- |
|                                                                        |                                                                        | 10                                                                     | 16,3                                                                   | 1,25                                                                   | 1,7                                                                    | Алюмінієва бронза                                                      | Рубчастий                                                              | Герб України, рік карбування, колосся                                  | Номінал, рослинний орнамент                                            | 2 вересня 1996                                                         | 1992                                                                   | В обігу                                                                |
|                                                                        |                                                                        | 25                                                                     | 20,8                                                                   | 1,35                                                                   | 2,9                                                                    | Алюмінієва бронза                                                      | Рубчастий із гладкими областями                                        | Герб України, рік карбування, колосся                                  | Номінал, рослинний орнамент                                            | 2 вересня 1996                                                         | 1992                                                                   | 1 жовтня 2020                                                          |
|                                                                        |                                                                        | 50                                                                     | 23                                                                     | 1,55                                                                   | 4,2                                                                    | Алюмінієва бронза                                                      | Рубчастий із гладкими областями                                        | Герб України, рік карбування, колосся                                  | Номінал, рослинний орнамент                                            | 2 вересня 1996                                                         | 1992                                                                   | В обігу                                                                |

## Обігові монети— гривні
1992 року була випущена пробна монета в 1 гривню. Монету карбували для налаштування обладнання. Однак масове виробництво одногривневих монет почалося трохи пізніше, основна їх маса, викарбувана протягом 1990-х років, мала дати 1995 і 1996 років. З 2004 року карбувалися монети в 1 гривню з Володимиром Великим. На гурті всіх монет масового випуску містилися вдавлені написи: «ОДНА ГРИВНЯ ••• (рік випуску) •••». Існують рідкісні різновиди монет, де гурт без напису. 2018 року карбування одногривневих монет зразка 1992 і 2004 років було припинене, а з 1 жовтня 2020 року вони поступово вилучаються з обігу. Їхньою заміною стала одногривнева монета зразка 2018 року. 

### Монета зразка 1992 року

#### Випуски 1992—1996 років
Одногривневі монети, що випускалися між 1992—1996 роками мали більш пласкі та «товсті» контури малюнку. Автором дизайну став Василь Лопата. 
| Гривня стандартного типу 1995—1996 років випуску | Гривня стандартного типу 1995—1996 років випуску | Гривня стандартного типу 1995—1996 років випуску | Гривня стандартного типу 1995—1996 років випуску | Гривня стандартного типу 1995—1996 років випуску | Гривня стандартного типу 1995—1996 років випуску | Гривня стандартного типу 1995—1996 років випуску | Гривня стандартного типу 1995—1996 років випуску | Гривня стандартного типу 1995—1996 років випуску | Гривня стандартного типу 1995—1996 років випуску | Гривня стандартного типу 1995—1996 років випуску | Гривня стандартного типу 1995—1996 років випуску | Гривня стандартного типу 1995—1996 років випуску |
| Зображення                                       | Зображення                                       | Номінал (гривень)                                | Параметри                                        | Параметри                                        | Параметри                                        | Параметри                                        | Опис                                             | Опис                                             | Опис                                             | Дата                                             | Дата                                             | Дата                                             |
| Реверс                                           | Аверс                                            | Номінал (гривень)                                | Діаметр (мм)                                     | Товщина (мм)                                     | Маса (г)                                         | Матеріал                                         | Гурт                                             | Аверс                                            | Реверс                                           | Введення                                         | Роки карбування                                  | Початок вилучення                                |
| ------------------------------------------------ | ------------------------------------------------ | ------------------------------------------------ | ------------------------------------------------ | ------------------------------------------------ | ------------------------------------------------ | ------------------------------------------------ | ------------------------------------------------ | ------------------------------------------------ | ------------------------------------------------ | ------------------------------------------------ | ------------------------------------------------ | ------------------------------------------------ |
|                                                  |                                                  | 1                                                | 26                                               | 1,85                                             | 7,1                                              | Алюмінієва бронза                                | Напис: «ОДНА ГРИВНЯ»                             | Герб України, рослинний орнамент, рік карбування | Номінал, рослинний орнамент                      | 12 березня 1997                                  | 1992—1996                                        | 1 жовтня 2020                                    |

#### Випуски 2001—2018 років
2001 року дизайн одногривневих монет зразка 1992 року зазнав змін. Контури малюнку на них були більш тонкими, а герб України став більш вузьким. Також на аверсі, нижче правого пшеничного колоска, з'явився логотип НБУ. Масово монети карбувалися лише між 2001—2003 роками. Надалі вони випускалися обмеженими тиражами для колекційних наборів у 2013 і 2018 роках.
| Гривня стандартного типу 2001—2018 років випуску | Гривня стандартного типу 2001—2018 років випуску | Гривня стандартного типу 2001—2018 років випуску | Гривня стандартного типу 2001—2018 років випуску | Гривня стандартного типу 2001—2018 років випуску | Гривня стандартного типу 2001—2018 років випуску | Гривня стандартного типу 2001—2018 років випуску | Гривня стандартного типу 2001—2018 років випуску | Гривня стандартного типу 2001—2018 років випуску | Гривня стандартного типу 2001—2018 років випуску | Гривня стандартного типу 2001—2018 років випуску | Гривня стандартного типу 2001—2018 років випуску | Гривня стандартного типу 2001—2018 років випуску |
| Зображення                                       | Зображення                                       | Номінал (гривень)                                | Параметри                                        | Параметри                                        | Параметри                                        | Параметри                                        | Опис                                             | Опис                                             | Опис                                             | Дата                                             | Дата                                             | Дата                                             |
| Реверс                                           | Аверс                                            | Номінал (гривень)                                | Діаметр (мм)                                     | Товщина (мм)                                     | Маса (г)                                         | Матеріал                                         | Гурт                                             | Аверс                                            | Реверс                                           | Введення                                         | Роки карбування                                  | Початок вилучення                                |
| ------------------------------------------------ | ------------------------------------------------ | ------------------------------------------------ | ------------------------------------------------ | ------------------------------------------------ | ------------------------------------------------ | ------------------------------------------------ | ------------------------------------------------ | ------------------------------------------------ | ------------------------------------------------ | ------------------------------------------------ | ------------------------------------------------ | ------------------------------------------------ |
|                                                  |                                                  | 1                                                | 26                                               | 1,85                                             | 6,8                                              | Алюмінієва бронза                                | Напис: «ОДНА ГРИВНЯ»                             | Герб України, рослинний орнамент, рік карбування | Номінал, рослинний орнамент                      | 2001                                             | 2001—2018                                        | 1 жовтня 2020                                    |

### Монета зразка 2004 року
Одногривневі монети з Володимиром Великим масово карбувалися між 2004—2014 рокам. Після 2014-го і до 2018 року — вони карбувалися лише для колекційних наборів. Автором дизайну став Володимир Дем'яненко.
| Гривня стандартного типу з Володимиром Великим 2004—2018 років випуску | Гривня стандартного типу з Володимиром Великим 2004—2018 років випуску | Гривня стандартного типу з Володимиром Великим 2004—2018 років випуску | Гривня стандартного типу з Володимиром Великим 2004—2018 років випуску | Гривня стандартного типу з Володимиром Великим 2004—2018 років випуску | Гривня стандартного типу з Володимиром Великим 2004—2018 років випуску | Гривня стандартного типу з Володимиром Великим 2004—2018 років випуску | Гривня стандартного типу з Володимиром Великим 2004—2018 років випуску | Гривня стандартного типу з Володимиром Великим 2004—2018 років випуску | Гривня стандартного типу з Володимиром Великим 2004—2018 років випуску | Гривня стандартного типу з Володимиром Великим 2004—2018 років випуску | Гривня стандартного типу з Володимиром Великим 2004—2018 років випуску | Гривня стандартного типу з Володимиром Великим 2004—2018 років випуску |
| Зображення                                                             | Зображення                                                             | Номінал (гривень)                                                      | Параметри                                                              | Параметри                                                              | Параметри                                                              | Параметри                                                              | Опис                                                                   | Опис                                                                   | Опис                                                                   | Дата                                                                   | Дата                                                                   | Дата                                                                   |
| Реверс                                                                 | Аверс                                                                  | Номінал (гривень)                                                      | Діаметр (мм)                                                           | Товщина (мм)                                                           | Маса (г)                                                               | Матеріал                                                               | Гурт                                                                   | Аверс                                                                  | Реверс                                                                 | Введення                                                               | Роки карбування                                                        | Початок вилучення                                                      |
| ---------------------------------------------------------------------- | ---------------------------------------------------------------------- | ---------------------------------------------------------------------- | ---------------------------------------------------------------------- | ---------------------------------------------------------------------- | ---------------------------------------------------------------------- | ---------------------------------------------------------------------- | ---------------------------------------------------------------------- | ---------------------------------------------------------------------- | ---------------------------------------------------------------------- | ---------------------------------------------------------------------- | ---------------------------------------------------------------------- | ---------------------------------------------------------------------- |
|                                                                        |                                                                        | 1                                                                      | 26                                                                     | 1,85                                                                   | 6,8                                                                    | Алюмінієва бронза                                                      | Напис: «ОДНА ГРИВНЯ»                                                   | Герб України, декоративний орнамент, рік карбування                    | Володимир Великий                                                      | 25 жовтня 2004                                                         | 2004—2018                                                              | 1 жовтня 2020                                                          |

### Монети зразка 2018 року
Монети в 1, 2, 5 і 10 гривень зразка 2018 року випускаються із матеріалів, які НБУ досі не використовувалися: низьковуглецевої сталі з нікелевим гальванопокриттям (1 і 2 гривні) та цинкового сплаву з нікелевим гальванопокриттям (5 і 10 гривень). Для оформлення монет були використані портрети Володимира Великого, Ярослава Мудрого, Богдана Хмельницького та Івана Мазепи з банкнот третього та четвертого покоління відповідного номіналу. Дизайн аверсу і реверсу монет, оформлення гурта (відповідний тип рифлення) та дрібні елементи зображень на думку експертів складно відтворити в «кустарних» умовах. Авторами дизайну монет стали Володимир Дем'яненко та Роман Чайковський.
2021 року НБУ відгукнувся на скарги українців щодо невдалого дизайну монет в 1 та 2 гривні, які почались одразу після їх випуску. Серед причин українці зазначали, що монети важко відрізнити одну від одної, до того ж вони губляться в сумках та гаманцях через маленький розмір. Керівництво НБУ сформувало робочу групу, провело фокус-групи та розпочало обговорення можливих змін дизайну. 2023 року стало відомо, що НБУ відклав розв'язання проблеми невдалого дизайну монет, а розляд цього питання почнеться лише після завершення Російсько-української війни

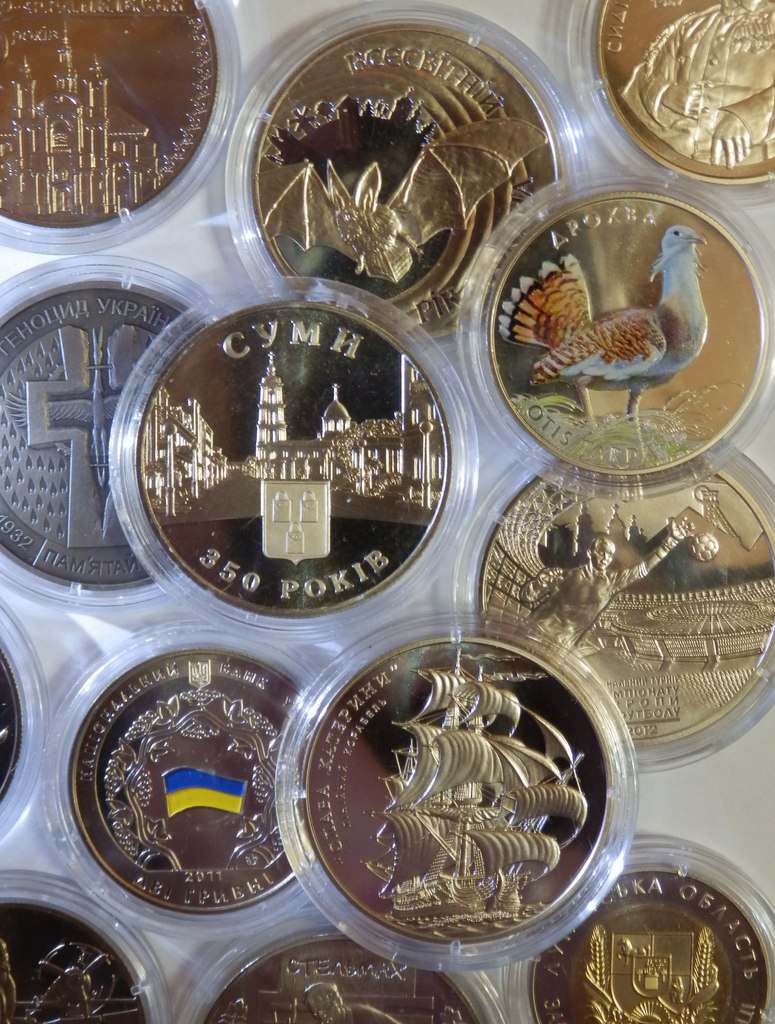
Пам'ятні та ювілейні монети України в капсулах

| Гривні стандартного типу, зразка 2018 року. | Гривні стандартного типу, зразка 2018 року. | Гривні стандартного типу, зразка 2018 року. | Гривні стандартного типу, зразка 2018 року. | Гривні стандартного типу, зразка 2018 року. | Гривні стандартного типу, зразка 2018 року. | Гривні стандартного типу, зразка 2018 року. | Гривні стандартного типу, зразка 2018 року. | Гривні стандартного типу, зразка 2018 року. | Гривні стандартного типу, зразка 2018 року.  | Гривні стандартного типу, зразка 2018 року. | Гривні стандартного типу, зразка 2018 року. | Гривні стандартного типу, зразка 2018 року. |
| Зображення                                  | Зображення                                  | Зображення                                  | Номінал (гривень)                           | Параметри                                   | Параметри                                   | Параметри                                   | Параметри                                   | Опис                                        | Опис                                         | Опис                                        | Дата                                        | Дата                                        |
| Аверс                                       | Реверс                                      | Гурт                                        | Номінал (гривень)                           | Діаметр (мм)                                | Товщина (мм)                                | Маса (г)                                    | Матеріал                                    | Гурт                                        | Аверс                                        | Реверс                                      | Перше карбування                            | Введення                                    |
| ------------------------------------------- | ------------------------------------------- | ------------------------------------------- | ------------------------------------------- | ------------------------------------------- | ------------------------------------------- | ------------------------------------------- | ------------------------------------------- | ------------------------------------------- | -------------------------------------------- | ------------------------------------------- | ------------------------------------------- | ------------------------------------------- |
|                                             |                                             |                                             | 1                                           | 18.9                                        | 1.8                                         | 3.3                                         | Сталь з гальванічним покриттям              | Рубчастий                                   | Герб України, номінал, декоративні візерунки | Володимир Великий                           | 2018                                        | 27 квітня 2018                              |
|                                             |                                             |                                             | 2                                           | 20.2                                        | 1.8                                         | 4.0                                         | Сталь з гальванічним покриттям              | Рубчастий                                   | Герб України, номінал, декоративні візерунки | Ярослав Мудрий                              | 2018                                        | 27 квітня 2018                              |
|                                             |                                             |                                             | 5                                           | 22.1                                        | 2                                           | 5.2                                         | Цинковий сплав з гальванічним покриттям     | Рубчастий із гладкими областями             | Герб України, номінал, декоративні візерунки | Богдан Хмельницький                         | 2018                                        | 20 грудня 2019                              |
|                                             |                                             |                                             | 10                                          | 23.5                                        | 2.3                                         | 6.4                                         | Цинковий сплав з гальванічним покриттям     | Рубчастий                                   | Герб України, номінал, декоративні візерунки | Іван Мазепа                                 | 2018                                        | 3 червня 2020                               |

## Пам'ятні та ювілейні монети
НБУ карбує пам'ятні та ювілейні монети з 1995 року в якості анциркулейтед та пруф, як з недорогоцінних металів (алюмінієва бронза, нейзильбер), так і з дорогоцінних металів (срібло, золото). Номінальний ряд представлений монетами в 1, 2, 5, 10, 20, 50, 100, 125, 200, 250 і 500 гривень. Пам'ятні та ювілейні монети карбуються щорічно відносно невеликими й обмеженими тиражами, станом на жовтень 2023 року було випущено: понад 530 монет різних видів з недорогоцінних металів та понад 400 монет різних видів з дорогоцінних металів.

## Інвестиційні монети
З 2011 року НБУ виготовляються інвестиційні монети як у сріблі (номіналом 1 гривня), так і у золоті (номіналом 2, 5, 10, 20 гривень). Станом на жовтень 2023 року, обмеженими тиражами було випущено 8 різних видів інвестиційних монет.

## Монетні двори
Обігові монети України за всю історію випускалися на трьох монетних дворах. Спочатку, між 1992—1993 роками, ряд монет (1, 5, 10 та 25 копійок) випускався на Монетному дворі Італії. Згодом виробництво монет було перенесено на Луганський верстатобудівний завод, де між 1992—1996 роками випускалися усі номінали від 1 копійки до 1 гривні. З 1997 року устаткування для карбування монет перевезли з Луганська до Києва для облаштування монетної справи у столиці України, на Банкнотно-монетний двір НБУ, річна потужність якого складала 1 млрд обігових і розмінних і 1 млн ювілейних монет. Надалі, карбуванням всіх видів українських монет (обігових, розмінних, пам'ятних, ювілейних та інвестиційних) — займалося лише це підприємство. Зокрема, випуск обігових монет там розпочали на початку 2000-х, випустивши партію номіналом 1 копійка. З 2001-го почали карбувати монети номіналом 1 гривня. З 2002 року — 2 копійки. З 2003-го стартував щорічний випуск монет усіх номіналів від 1 до 10 копійок, а з 2006 року — 25 та 50 копійок.
За більше ніж 20 років роботи на Монетному дворі НБУ відкарбували майже 10 млрд розмінних та обігових монет, близько 20 млн пам'ятних та інвестиційних монет. 2010 року на підприємстві було оновлено парк карбувальних пресів: встановлено 10 нових високошвидкісних сучасних карбувальних пресів-автоматів німецької фірми «Гребенер», 6 пресів-автоматів ще однієї німецької фірми «Шулер» й окремий прес призначений для карбування біметалевих монет. Карбують майбутні монети під температурою 870 °C, що загартовує металевий штемпель із вигравіюваним зображенням. Все це дозволило збільшити обсяги виробництва до 1,2 мільярда розмінних монет на рік.

### Розробка дизайну та виготовлення
Затвердженню дизайну монет займеться низка спеціалістів: фахівців у галузі історії та культури, які досліджують внесок того чи іншого діяча в історію країни, художників та дизайнерів, що розробляють різноманітні варіанти зовнішнього вигляду банкнот тощо. Для цього в Нацбанку створена Експертна рада з питань дизайну банкнот, розмінних та обігових монет України, до роботи якої за необхідності залучаються фахівці різного профілю. Кожен елемент дизайну надсилається в установи історичного профілю, таких як, Інститут історії України НАН України, на експертизу.
Створення монети починається з роботи художника, який робить ескіз аверсу та реверсу, а за потреби й гурту. Надалі скульптор виготовляє з гіпсу збільшену в кілька разів копію монети. Спеціальний верстат після сканування збільшеної копії з урахуванням усіх рельєфів робить основні контури зображення на штемпелі, а вже потім майстер-гравер вручну під мікроскопом виправлятиме деталі. Далі робітники фіксують штемпелі у верстатах, завантажують у прилад металеві заготовки та відбувається процес карбування. На кожному етапі виробництва продукція проходить контроль якості.

## Монетна структура готівкового обігу
Станом на 1 липня 2023 року в обігу в Україні перебувало 14,3 млрд штук монет (без пам'ятних та інвестиційних) на суму понад 6 млрд грн. На одного жителя України припадало 172 платіжні розмінні та обігові монети. Найбільше в обігу перебуває монет номіналом 10 копійок (28,3% від загальної кількості монет в обігу), а найменше — номіналом 10 гривень (близько 1,2% від загальної кількості монет в обігу). Також станом на 1 липня 2023 року в обігу ще перебувало майже 7,2 млрд штук монет в 1, 2, 5 та 25 копійок, які перестали бути платіжними засобами.
| Номінал                      | 1 копійка                        | 2 копійки                        | 5 копійок                        | 25 копійок                       | 10 копійок | 50 копійок | 1 гривня (бронза) | 1 гривня (сталь) | 2 гривні | 5 гривень | 10 гривень | Загалом (млн шт.) |
| ---------------------------- | -------------------------------- | -------------------------------- | -------------------------------- | -------------------------------- | ---------- | ---------- | ----------------- | ---------------- | -------- | --------- | ---------- | ----------------- |
| Номінал                      | Перестали бути платіжним засобом | Перестали бути платіжним засобом | Перестали бути платіжним засобом | Перестали бути платіжним засобом | В обігу    | В обігу    | В обігу           | В обігу          | В обігу  | В обігу   | В обігу    | 14400,0           |
| Кількість (млн шт.)          | 2430,3                           | 1392,6                           | 1832,6                           | 1558,7                           | 4072,3     | 1325,1     | 425,5             | 509,1            | 467,8    | 216,5     | 183,5      | 14400,0           |
| Питома вага в мон. обігу (%) | 16,9                             | 9,7                              | 12,7                             | 10,8                             | 28,2       | 9,2        | 3,0               | 3,5              | 3,2      | 1,5       | 1,3        | 14400,0           |

## Тиражі та хронологія випуску розмінних та обігових монет
У таблиці позначені тиражі та хронологія випуску українських обігових монет від 1 копійки до 10 гривень.
| Рік на монеті                                                        | 1 копійка                                                            | 2 копійки                                                            | 5 копійок                                                            | 10 копійок                                                           | 25 копійок                                                           | 50 копійок                                                           | 1 гривня                                                             | 2 гривні                                                             | 5 гривень                                                            | 10 гривень                                                           | Загалом                                                              |
| Італійський монетний двір (Istituto Poligrafico e Zecca dello Stato) | Італійський монетний двір (Istituto Poligrafico e Zecca dello Stato) | Італійський монетний двір (Istituto Poligrafico e Zecca dello Stato) | Італійський монетний двір (Istituto Poligrafico e Zecca dello Stato) | Італійський монетний двір (Istituto Poligrafico e Zecca dello Stato) | Італійський монетний двір (Istituto Poligrafico e Zecca dello Stato) | Італійський монетний двір (Istituto Poligrafico e Zecca dello Stato) | Італійський монетний двір (Istituto Poligrafico e Zecca dello Stato) | Італійський монетний двір (Istituto Poligrafico e Zecca dello Stato) | Італійський монетний двір (Istituto Poligrafico e Zecca dello Stato) | Італійський монетний двір (Istituto Poligrafico e Zecca dello Stato) | Італійський монетний двір (Istituto Poligrafico e Zecca dello Stato) |
| -------------------------------------------------------------------- | -------------------------------------------------------------------- | -------------------------------------------------------------------- | -------------------------------------------------------------------- | -------------------------------------------------------------------- | -------------------------------------------------------------------- | -------------------------------------------------------------------- | -------------------------------------------------------------------- | -------------------------------------------------------------------- | -------------------------------------------------------------------- | -------------------------------------------------------------------- | -------------------------------------------------------------------- |
| 1992                                                                 | 610 млн                                                              | Ні                                                                   | 446 млн                                                              | 480 млн                                                              | 402 млн                                                              | Ні                                                                   | Ні                                                                   | Ні                                                                   | Ні                                                                   | Ні                                                                   | 1938 млн                                                             |
| Луганський верстатобудівний завод                                    |                                                                      |                                                                      |                                                                      |                                                                      |                                                                      |                                                                      |                                                                      |                                                                      |                                                                      |                                                                      |                                                                      |
| 1992                                                                 | 300 шт*                                                              | 100 шт*                                                              | 300 шт*                                                              | 230 млн                                                              | 80 млн                                                               | 316 млн                                                              | 150 шт*                                                              | Ні                                                                   | Ні                                                                   | Ні                                                                   | 626 млн                                                              |
| 1993                                                                 | Ні                                                                   | 240 млн                                                              | Ні                                                                   | Ні                                                                   | Ні                                                                   | Ні                                                                   | Ні                                                                   | Ні                                                                   | Ні                                                                   | Ні                                                                   | 240 млн                                                              |
| 1994                                                                 | 300 шт*                                                              | 120 млн                                                              | 300 шт*                                                              | 80 млн                                                               | 80 млн                                                               | 43.2 млн                                                             | Ні                                                                   | Ні                                                                   | Ні                                                                   | Ні                                                                   | 323 млн                                                              |
| 1995                                                                 | Ні                                                                   | Ні                                                                   | Ні                                                                   | Ні                                                                   | 20 тис***                                                            | 0.9 млн                                                              | 52 тис                                                               | Ні                                                                   | Ні                                                                   | Ні                                                                   | 1 млн                                                                |
| 1996                                                                 | 5 тис**                                                              | 7 тис**                                                              | 5 тис**                                                              | 50 млн                                                               | 38 млн                                                               | 90 тис                                                               | 1 млн                                                                | Ні                                                                   | Ні                                                                   | Ні                                                                   | 89 млн                                                               |
| 1997                                                                 | Ні                                                                   | Ні                                                                   | Ні                                                                   | Ні                                                                   | Ні                                                                   | Ні                                                                   | Ні                                                                   | Ні                                                                   | Ні                                                                   | Ні                                                                   | —                                                                    |
| 1998                                                                 | Ні                                                                   | Ні                                                                   | Ні                                                                   | Ні                                                                   | Ні                                                                   | Ні                                                                   | Ні                                                                   | Ні                                                                   | Ні                                                                   | Ні                                                                   | —                                                                    |
| 1999                                                                 | Ні                                                                   | Ні                                                                   | Ні                                                                   | Ні                                                                   | Ні                                                                   | Ні                                                                   | Ні                                                                   | Ні                                                                   | Ні                                                                   | Ні                                                                   | —                                                                    |
| Банкнотно-монетний двір НБУ                                          |                                                                      |                                                                      |                                                                      |                                                                      |                                                                      |                                                                      |                                                                      |                                                                      |                                                                      |                                                                      |                                                                      |
| 2000                                                                 | 60 млн                                                               | Ні                                                                   | Ні                                                                   | Ні                                                                   | Ні                                                                   | Ні                                                                   | Ні                                                                   | Ні                                                                   | Ні                                                                   | Ні                                                                   | 60 млн                                                               |
| 2001                                                                 | 150 млн                                                              | 90 млн                                                               | 5 тис**                                                              | 5 тис**                                                              | 5 тис**                                                              | 5 тис**                                                              | 100 млн                                                              | Ні                                                                   | Ні                                                                   | Ні                                                                   | 340 млн                                                              |
| 2002                                                                 | 50 млн                                                               | 30 млн                                                               | Ні                                                                   | 120 млн                                                              | Ні                                                                   | Ні                                                                   | 50 млн                                                               | Ні                                                                   | Ні                                                                   | Ні                                                                   | 250 млн                                                              |
| 2003                                                                 | 100 млн                                                              | 5 тис**                                                              | 50 млн                                                               | 100 млн                                                              | 5 тис***                                                             | 5 тис***                                                             | 42 млн                                                               | Ні                                                                   | Ні                                                                   | Ні                                                                   | 292 млн                                                              |
| 2004                                                                 | 200 млн                                                              | 70 млн                                                               | 80 млн                                                               | 150 млн                                                              | Ні                                                                   | Ні                                                                   | 15 млн                                                               | Ні                                                                   | Ні                                                                   | Ні                                                                   | 515 млн                                                              |
| 2005                                                                 | 190 млн                                                              | 140 млн                                                              | 90 млн                                                               | 210 млн                                                              | Ні                                                                   | Ні                                                                   | 60 млн                                                               | Ні                                                                   | Ні                                                                   | Ні                                                                   | 690 млн                                                              |
| 2006                                                                 | 145 млн                                                              | 50 млн                                                               | 70 млн                                                               | 250 млн                                                              | 100 млн                                                              | 50 млн                                                               | 92 млн                                                               | Ні                                                                   | Ні                                                                   | Ні                                                                   | 757 млн                                                              |
| 2007                                                                 | 200 млн                                                              | 90 млн                                                               | 110 млн                                                              | 300 млн                                                              | 70 млн                                                               | 150 млн                                                              | Ні                                                                   | Ні                                                                   | Ні                                                                   | Ні                                                                   | 920 млн                                                              |
| 2008                                                                 | 230 млн                                                              | 140 млн                                                              | 150 млн                                                              | 270 млн                                                              | 90 млн                                                               | 120 млн                                                              | 5 тис**                                                              | Ні                                                                   | Ні                                                                   | Ні                                                                   | 1000 млн                                                             |
| 2009                                                                 | 180 млн                                                              | 125 млн                                                              | 140 млн                                                              | 360 млн                                                              | 170 млн                                                              | 125 млн                                                              | Ні                                                                   | Ні                                                                   | Ні                                                                   | Ні                                                                   | 1100 млн                                                             |
| 2010                                                                 | 120 млн                                                              | 90 млн                                                               | 140 млн                                                              | 250 млн                                                              | 120 млн                                                              | 36.7 млн                                                             | 30 млн                                                               | Ні                                                                   | Ні                                                                   | Ні                                                                   | 786 млн                                                              |
| 2011                                                                 | 120 млн                                                              | 55 млн                                                               | 85 млн                                                               | 245 млн                                                              | 70 млн                                                               | 5 тис**                                                              | 25 млн                                                               | Ні                                                                   | Ні                                                                   | Ні                                                                   | 600 млн                                                              |
| 2012                                                                 | 140 млн                                                              | 75 млн                                                               | 85 млн                                                               | 125 млн                                                              | 135 млн                                                              | 5 тис**                                                              | 45 млн                                                               | Ні                                                                   | Ні                                                                   | Ні                                                                   | 620 млн                                                              |
| 2013                                                                 | 10 тис**                                                             | 10 тис**                                                             | 175 млн                                                              | 210 млн                                                              | 180 млн                                                              | 60 млн                                                               | 10 тис**                                                             | Ні                                                                   | Ні                                                                   | Ні                                                                   | 625 млн                                                              |
| 2014                                                                 | 10 тис**                                                             | 10 тис**                                                             | 10 тис**                                                             | 10 тис**                                                             | 10 тис**                                                             | 10 тис**                                                             | 10 тис**                                                             | Ні                                                                   | Ні                                                                   | Ні                                                                   | ?                                                                    |
| 2015                                                                 | 10 тис**                                                             | 10 тис**                                                             | 10 тис**                                                             | 10 тис**                                                             | 10 тис**                                                             | 10 тис**                                                             | 10 тис**                                                             | Ні                                                                   | Ні                                                                   | Ні                                                                   | ?                                                                    |
| 2016                                                                 | 10 тис**                                                             | 10 тис**                                                             | 10 тис**                                                             | 10 тис**                                                             | 10 тис**                                                             | 10 тис**                                                             | 10 тис**                                                             | Ні                                                                   | Ні                                                                   | Ні                                                                   | ?                                                                    |
| 2017                                                                 | Ні                                                                   | Ні                                                                   | Ні                                                                   | ?***                                                                 | Ні                                                                   | Ні                                                                   | Ні                                                                   | Ні                                                                   | Ні                                                                   | Ні                                                                   | ?                                                                    |
| 2018                                                                 | 10 тис**                                                             | 10 тис**                                                             | 10 тис**                                                             | 10 тис**                                                             | 10 тис**                                                             | ?                                                                    | ?***** 20 тис****                                                    | 145 млн                                                              | Ні                                                                   | Ні                                                                   | ?                                                                    |
| 2019                                                                 | Так***                                                               | Ні                                                                   | Ні                                                                   | ?                                                                    | Ні                                                                   | ?                                                                    | ?                                                                    | ?                                                                    | ?                                                                    | Ні                                                                   | ?                                                                    |
| 2020                                                                 | Ні                                                                   | Ні                                                                   | Ні                                                                   | 30 тис**                                                             | Ні                                                                   | ?                                                                    | ?                                                                    | ?                                                                    | 5 млн                                                                | ?                                                                    | ?                                                                    |
| 2021                                                                 | Ні                                                                   | Ні                                                                   | Ні                                                                   | 20 тис**                                                             | Ні                                                                   | ?                                                                    | ?                                                                    | ?                                                                    | ?                                                                    | ?                                                                    | ?                                                                    |
| 2022                                                                 | Ні                                                                   | Ні                                                                   | Ні                                                                   | ?                                                                    | Ні                                                                   | Ні                                                                   | ?                                                                    | ?                                                                    | ?                                                                    | Ні                                                                   | ?                                                                    |
| 2023                                                                 | Ні                                                                   | Ні                                                                   | Ні                                                                   | ?                                                                    | Ні                                                                   | ?                                                                    | ?                                                                    | ?                                                                    | ?                                                                    | ?                                                                    | ?                                                                    |
| 2024                                                                 | Ні                                                                   | Ні                                                                   | Ні                                                                   | Ні                                                                   | Ні                                                                   | Ні                                                                   | ?                                                                    | ?                                                                    | ?                                                                    | ?                                                                    | ?                                                                    |

Примітки:
| Так   | — монета випускалася                     |
| Ні    | — монета не випускалася                  |
| *     | — тиражі пробних монет                   |
| **    | — тиражі монет для колекційних наборів   |
| ***   | — монета офіційно не випущена, але існує |
| ****  | — монета зразка 2001 року                |
| ***** | — монета зразка 2018 року                |

## Монетні набори
З 1996 року й досі НБУ випускаються колекційні набори монет України у якості пруф

Набір монет України за 2021 рік

Перелік монетних наборів:
| Рік  | Назва                                                                  | Тираж | Вміст |
| ---- | ---------------------------------------------------------------------- | ----- | --- |
| 2021 | Колекційний набір. Монети України                                      | 20000 | 10 і 50 копійок; 1, 2, 5 і 10 гривень (зразка 2018 року) |
| 2020 | Колекційний набір. Монети України                                      | 30000 | 10 і 50 копійок; 1, 2, 5 і 10 гривень (зразка 2018 року) |
| 2019 | Колекційний набір. Монети України                                      | 20000 | 10 і 50 копійок; 1, 2, 5 гривень (зразка 2018 року); 10 гривень «КрАЗ-6322 „Солдат“»; 10 гривень «На варті життя»; 10 гривень «Учасникам бойових дій на території інших держав» |
| 2018 | Колекційний набір. Монети України                                      | 10000 | 1, 2, 5, 10, 25 і 50 копійок; 1 гривня (зразка 1992 року); 1 гривня «Володимир Великий»; 5 гривень «100-річчя випуску перших поштових марок України»                            |
| 2016 | Колекційний набір. Монети України. 20 років грошовій реформі в Україні | 10000 | 1, 2, 5, 10, 25 і 50 копійок; 1 гривня «Володимир Великий» |
| 2015 | Колекційний набір. Монети України. День захисника України              | 10000 | 1, 2, 5, 10, 25 і 50 копійок; 1 гривня «Володимир Великий»; 5 гривень «День захисника України»                                                                                  |
| 2014 | Колекційний набір. Монети України. Конкурс дитячих малюнків            | 10000 | 1, 2, 5, 10, 25 і 50 копійок; 1 гривня «Володимир Великий» |
| 2013 | Колекційний набір. Монети України. 15 років монетному двору            | 10000 | 1, 2, 5, 10, 25 і 50 копійок; 1 гривня «Володимир Великий» |
| 2013 | Колекційний набір. Монети України. Конкурс дитячих малюнків            | 5000  | 1 гривня (зразка 1992 року); 1 гривня «Володимир Великий» |
| 2012 | Колекційний набір. Монети України. Конкурс дитячого малюнка            | 5000  | 1, 2, 5, 10, 25 і 50 копійок; 1 гривня «Володимир Великий» |
| 2011 | Колекційний набір. Монети України 20 років                             | 5000  | 1, 2, 5, 10, 25 і 50 копійок; 1 гривня «Володимир Великий» |
| 2008 | Колекційний набір. Монети України 10 років монетному двору             | 5000  | 1, 2, 5, 10, 25 і 50 копійок; 1 гривня «Володимир Великий» |
| 2006 | Колекційний набір. Монети України                                      | 5000  | 1, 2, 5, 10, 25 і 50 копійок; 1 гривня «Володимир Великий»; 5 гривень «15 років незалежності України»                                                                           |
| 2001 | Обігові монети України                                                 | 5000  | 1, 2, 5, 10, 25 і 50 копійок; 1 гривня; 5 гривень «10-річчя Національного банку України»                                                                                        |
| 1996 | Обігові монети України (картон)                                        | 5000  | 1, 2, 5, 10, 25 і 50 копійок; 1 гривня; 2 гривні «Монети України» |
| 1996 | Обігові монети України (поліетілен)                                    | 5000  | 1, 2, 5, 10, 25 і 50 копійок; 1 гривня; 2 гривні «Монети України» |

## Нестандартні та пробні монети
У перші роки карбування поряд із стандартними монетами на Луганському заводі були виготовлені монети не стандартного зразка — браковані, експериментальні (відрізнялися від стандартних монет своїм металом, розмірами, вагою, роком випуску), а також пробні монети, випущені за проектами, але не затверджені у наступному до випуску (шаги, 15 копійок, 3 копійки). Подібні нестандартні монети збереглися в незначних кількостях і нині становлять особливий інтерес для нумізматів.

## Утилізація
Утилізація вилучених з обігу та зношених монет відбувається на Банкнотно-монетному дворі НБУ шляхом знищення на них мотивів зображень на спеціальному обладнанні, а брухт — відчужується під час аукціонів (переважно метал іде на переплавку).

## Фальшивомонетництво
НБУ випускає монети, що мають сучасний дизайн та надійний захист від підроблення. Протягом останніх років в Україні не зафіксовано випадків вилучення з грошового обігу підроблених монет національної валюти. З економічної точки зору фальшивомонетникам не вигідно підробляти звичайні обігові монети національної валюти.
Фальшиві монети України зустрічалися раніше наприкінці 1990-х років, зокрема номіналу в 50 копійок, його почали підробляти різними технологіями. 50 копійок вважалися найулюбленішим номіналом для українських фальшивомонетників, оскільки вони були не лише найбільшою за вартістю монетою в обігу, але і мали досить значну купівельну спроможність, не враховуючи одногривневої монети, яка була досить нечастою і мала меншу довіру у населення. Крім цього, захист одногривневих монет був посилений гуртовим написом, який підробити фальшивомонетникам було дуже важко. Найвідомішими фальшивими монетами вважалися так звані «Донецькі фальшаки», названі на честь міста, де їх вперше виявили.